# اوتمار شافناور
اوتمار شافناور (آلمانی: Otmar Szafnauer؛ زادهٔ ۱۳ اوت ۱۹۶۴) مدیر عامل و مدیر تیم فرمول یک استون مارتین است.

## زندگی شخصی
شافناور در سلماس، دهکده ای کوچک در رومانی از پدری آمریکایی آلمانی و مادری رومانیایی متولد شد اما در هفت سالگی به دیترویت در آمریکا نقل مکان کرد. وی پیش از اتمام دوره کارشناسی ارشد در رشته بازرگانی و امور مالی از دانشگاه دیترویت، مدرک کارشناسی مهندسی برق را از دانشگاه ایالتی وین در دیترویت دریافت کرد.

## ورود به ورزش های موتوری
وی در سال ۱۹۸۶ به شرکت فورد موتور پیوست و به عنوان مدیر برنامه‌های فورد در ایالات متحده منصوب شد. در حالی که برای فورد کار می‌کرد، در مدرسه راننده جیم راسل شرکت کرد و از سال ۱۹۹۱ در فرمول فورد شروع به مسابقه کرد. او در سال ۱۹۹۸ فورد را ترک کرد و به عنوان مدیر عملیات در بریتیش امریکن ریسینگ در فرمول یک درآمد. پس از بحث و گفتگوهای ناموفق با جگوار ریسینگ، وی در بازگشت به فرمول یک در سال ۲۰۰۱ توسط هوندا استخدام شد و به سمت معاون رئیس توسعه مسابقات هوندا و عضو هیئت مدیره تیم هوندا درآمد. پس از ترک هوندا در سال ۲۰۰۸، وی سافت پارو را تأسیس کرد، که در ژوئن ۲۰۰۹ برنامه رسمی زمان‌بندی و موقعیت‌یابی فرمول یک در آیفون منتشر کرد.

## پیوستن به فورس ایندیا

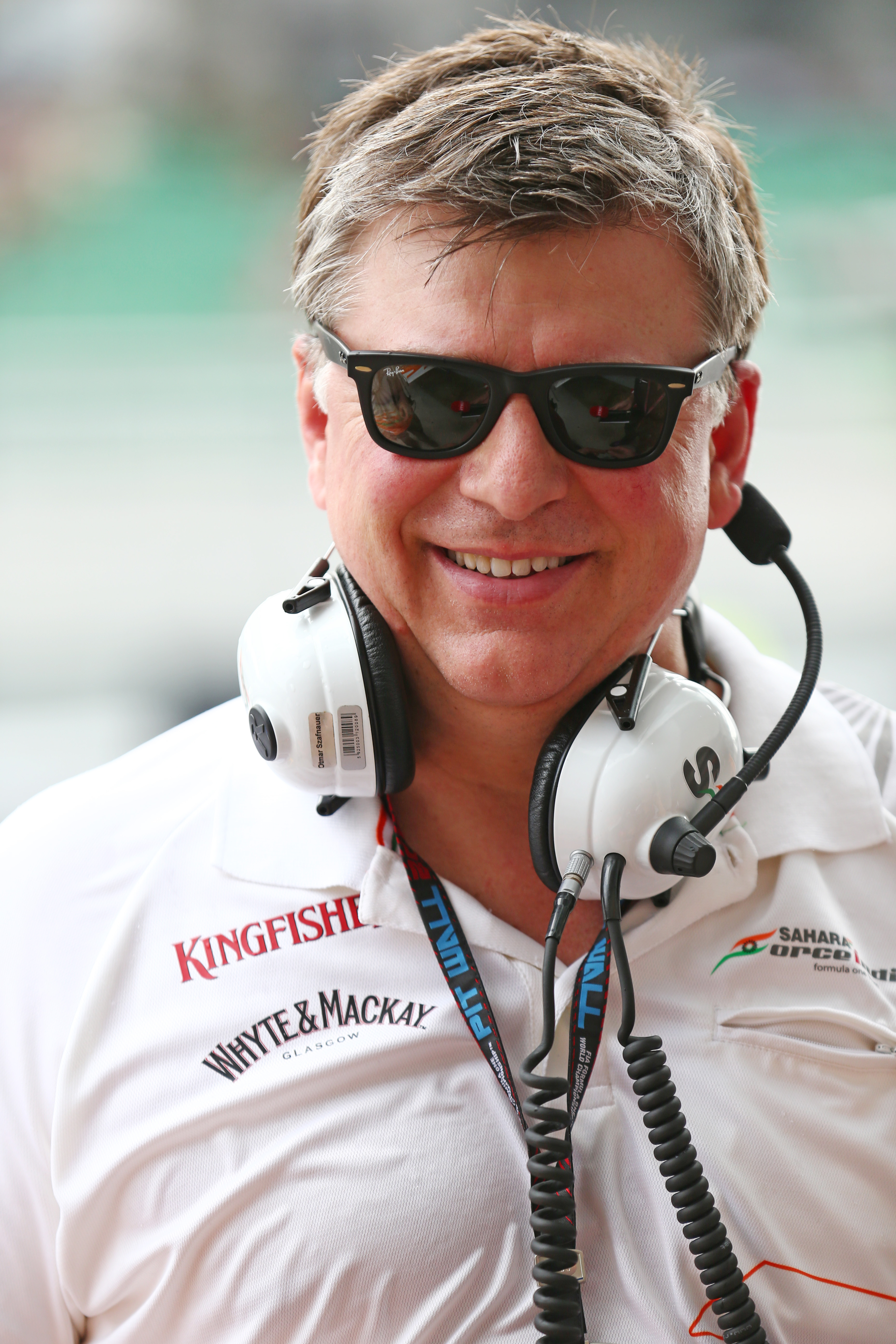
شانوفر در مسابقات جایزه بزرگ مالزی در سال ۲۰۱۳

شافناور در اکتبر ۲۰۰۹ به فورس ایندیا پیوست و در بهبود عملکرد تیم نقش مهمی را ایفا می‌کرد، تیم در یک مسیر صعودی قرار داشت و در فصل ۲۰۱۰ هفتم و در ۲۰۱۱، ۲۰۱۳ و ۲۰۱۴ ششم شد، در حالی که در فصل ۲۰۱۵ به پنج تیم برتر صعود کرد و دستیابی بهترین نتیجه تیم چهارم در ۲۰۱۶ و ۲۰۱۷ است. در فصل بعد با توجه به ورشکستگی تیم و فروش تیم نتایج تیم رد صلاحیت شد. و تیم با نام جدید هفتم شد. در فصل ۲۰۱۹ تیم ششم شد در فصل ۲۰۲۰ تیم خودرو فصل قبل مرسدس را کپی کرد و تیم ۱۵ امتیاز جریمه و چهارصد هزار پوند جرینه شد در فصل کنونی نام تیم به استون مارتین تغییر نام یافت و وی مدیر عامل این تیم است. تلاش‌های زانوفر نیز در تأمین توافق‌نامه بلند مدت برای استفاده از پیشرانه مرسدس از فصل ۲۰۱۴ به بعد نقش اساسی داشت.

## جایزه و تقدیر
در سال ۲۰۱۳، زانوفر به دلیل شناخت دستاوردهای مسابقه ای خود در مسابقات اتومبیلرانی طی بیست سال گذشته، به تالار مشاهیر USF2000 اعطا شد.